# Reguła domniemanych kompetencji
Reguła domniemanych kompetencji (ang. implied powers) – pokrewna jest wnioskowaniom instrumentalnym.
Według niej dana instytucja (organ) powinna móc podejmować takie działania, jakie umożliwiają wykonywanie powierzonych jej zadań i postawionych przed nią celów.
Umożliwia ona dotworzenie w prawie norm kompetencyjnych na podstawie norm określających zadania danego podmiotu i cele, jakie podmiot ten ma realizować.